# Saint-Hilaire, Haute-Loire
Saint-Hilaire är en kommun i departementet Haute-Loire i regionen Auvergne-Rhône-Alpes i centrala Frankrike. Kommunen ligger i kantonen Auzon som tillhör arrondissementet Brioude. År 2022 hade Saint-Hilaire 158 invånare.

## Befolkningsutveckling
Antalet invånare i kommunen Saint-Hilaire
| Referens: INSEE |